# Wednesday 13
Wednesday 13, pseudonimo di Joseph Poole (Charlotte, 12 agosto 1976), è un cantante statunitense, ex voce dei Frankenstein Drag Queens from Planet 13 e dei Murderdolls, oltre che cantante solista. È inoltre uno dei creatori e componenti dell'outlaw country band Bourbon Crow e, assieme a Todd Youth, della rock'n'roll band Gunfire 76.
Il suo nome d'arte è formato da vari elementi che collegano tutti all'horror di cui Poole è patito. Infatti ha scelto il suo nome, ispirandosi a Mercoledì della Famiglia Addams e all'indirizzo, 1313 Mockingbird Lane, dei The Munsters.

## Biografia

### Carriera solista
Nel 2005, viene pubblicato Transylvania 90210: Songs of Death, Dying, and the Dead, primo album da solista da lui interamente composto e suonato (ad eccezione della batteria), a cui è seguito un tour, in cui è stato accompagnato da Kid Kid (chitarra), Pig (basso) e Ghastly (batteria). Nel 2006 esce Fang Bang, nel quale è affiancato da Eric Griffin (ex bassista dei Murderdolls, alla chitarra), Racci "Sketchy" Shay (ex Dope, ex The Rejects, alla batteria) e Nate Manor (ex Amen) al basso. Nel 2008 pubblica Skeletons.
A pochi mesi di distanza vengono pubblicati BloodWork EP, il DVD live F**k it, We'll Do It Live.

### Vita privata
Joseph Poole era sposato e ha una figlia.

## Discografia

### Solista

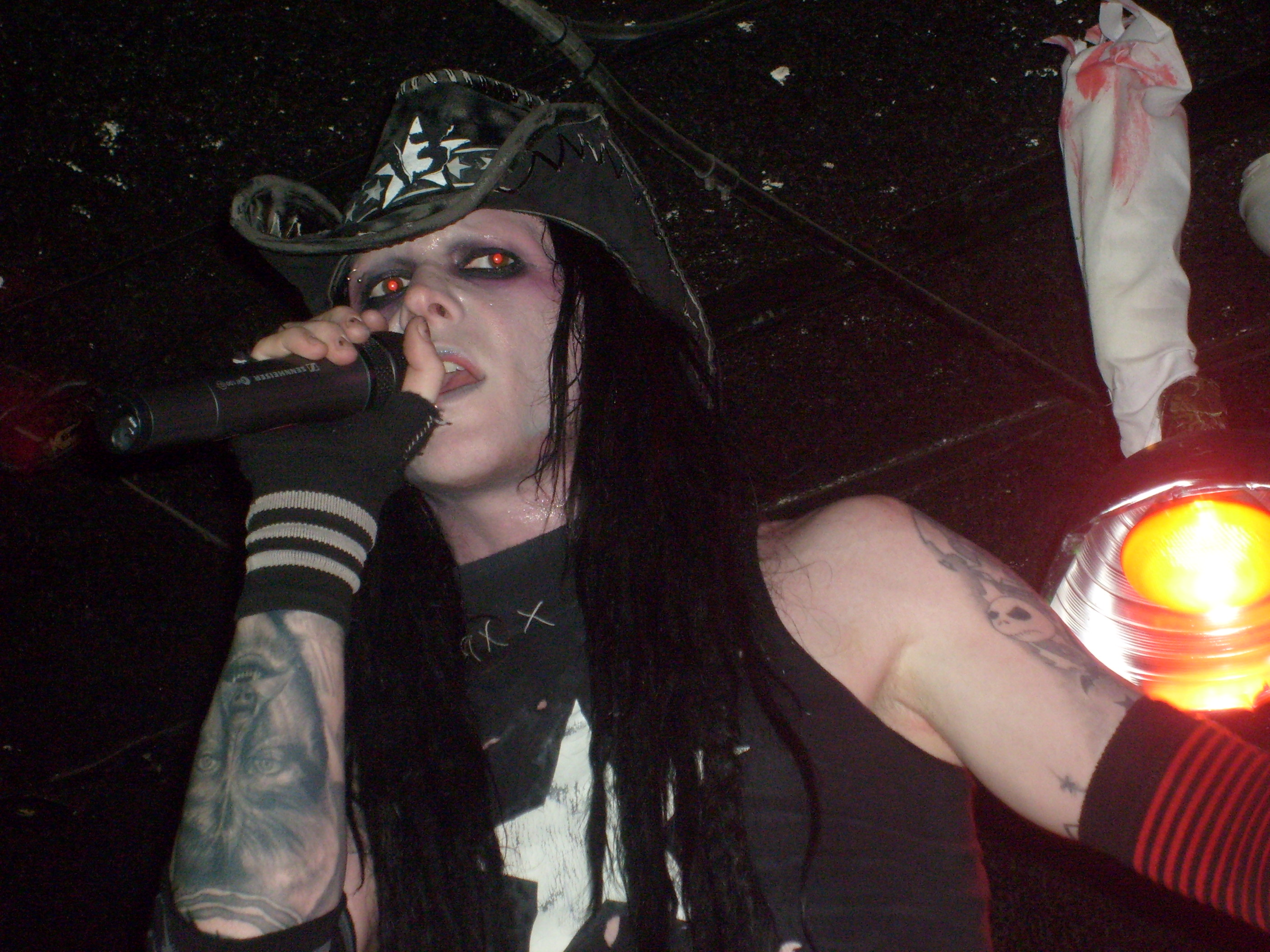
Wednesday 13 dal vivo nel 2007.

#### Album in studio
- 2005 – Transylvania 90210: Songs of Death, Dying, and the Dead
- 2006 – Fang Bang
- 2008 – Skeletons
- 2011 – Calling All Corpses
- 2013 – The Dixie Dead
- 2015 – Monsters of the Universe: Come Out and Plague
- 2017 – Condolences
- 2019 – Necrophaze
- 2022 - Horrifier

#### Album dal vivo
- 2008 – Fuck It, We'll Do It Live

#### Raccolte
- 2014 – Dead Meat: 10 Years of Blood, Feathers, & Lipstick

#### EP
- 2008 – BloodWork
- 2011 – Re-Animated
- 2012 – Spook & Destroy

### Maniac Spider Trash
- 1994: Dumpster Mummies
- 1995: Murder Happy Fairytales

### Frankenstein Drag Queens from Planet 13
- 1996: The Late, Late, Late Show
- 1998: Night of the Living Drag Queens
- 2000: Songs From The Recently Deceased
- 2001: Viva Las Violence
- 2004: 6 Years, 6 Feet Under the Influence
- 2006: Little Box of Horrors

### Murderdolls
- 2002: Right to Remain Violent
- 2002: Beyond the Valley of the Murderdolls
- 2010: Women and Children Last

### Bourbon Crow
- 2006: Highway to Hangovers
- 2009: Long Way to the Bottom

### Gunfire 76
- 2009: Casualties & Tragedies

### Apparizioni come ospiti
- 2010: Stoneman - Zombie Zoo (da Human Hater)
- 2015: Children of Bodom - Mistress of Taboo (Plasmatics cover) (da I Worship Chaos) (con Kim Dylla)
- 2018: DevilDriver - If Drinkin' Don't Kill Me (Her Memory Will) (George Jones cover) (da Outlaws 'til The End, Vol. 1)
- 2019: The 69 Eyes - The Last House on the Left (da West End) (con Dani Filth da Cradle of Filth e Calico Cooper)